# Kerk & Leven
Kerk & Leven, lange tijd vooral bekend als het parochieblad, is een katholiek weekblad. Dit weekblad van de Vlaamse Kerkgemeenschap wordt uitgegeven door Halewijn. De vier eerste bladzijden van elk nummer worden verzorgd door meer dan vierhonderd vrijwillige redacties in de parochies, de rest door een professionele redactie.
Met een oplage van meer dan een half miljoen exemplaren (511.565 in 2002) was Kerk & Leven lange tijd het blad dat het grootste aantal geregistreerde lezers bereikte in Vlaanderen, meer dan 1,1 miljoen rond 2002-2003. Een sterke daling tot 295.614 exemplaren kwam er in de periode 2012-2013, een trend bij vrijwel alle Vlaamse weekbladen. De dalende trend zette zich door na corona, in 2023 was de oplage tot 118.000 gezakt.

## Geschiedenis
De voorlopers van Kerk & Leven werden opgericht in de jaren 1940 door de Vlaamse dominicanen en verschenen onder verschillende titels zoals Ons Parochieblad en De Stem van het Vaderhuis. In 1959 kwamen die in handen van de Vlaamse bisdommen, waarna het de naam van Kerkelijk Leven kreeg.
In 1963 werd priester-leraar-schrijver Felix Dalle hoofdredacteur. Hij opende de kolommen van het blad voor buitenlandse reportages, onder andere dossiers over ontwikkelingshulp. Deze op de wereld gerichte aanpak werd ook weerspiegeld in de nieuwe naam van het blad, Kerk en Leven. In 1987 werd hij opgevolgd door Mark Van de Voorde, de eerste leek als hoofdredacteur. Deze voormalige perschef van het bisdom Brugge met publicaties in diverse binnen- en buitenlandse dag- en weekbladen versterkte de maatschappelijke lijn van het kerkblad met debat, commentaar discussie en een meer gepersonaliseerde journalistieke aanpak. In 2004, kort nadat hij het blad helemaal had gerestyled, werd Van de Voorde adviseur werd bij de Vlaamse minister-president Yves Leterme. Hij werd opgevolgd door Toon Osaer, de toenmalige woordvoerder van aartsbisschop Godfried Danneels. 
Begin 2009 onderging het weekblad een nieuwe grondige aanpassing met een nieuwe indeling, nieuwe rubrieken en een nieuwe lay-out. Nadat Osaer halverwege 2009 directeur werd van de uitgeverij van het weekblad (Halewijn) nam Bert Claerhout de fakkel eind november 2009 over. Het blad stapte in september 2013 over op een digitaal drukprocedé. Na Claerhouts pensionering midden 2015 werd Luk Vanmaercke hoofdredacteur.
Eind 2022 smolten de redacties van Kerk & Leven en de website Kerknet samen, onder leiding van overkoepelend hoofdredacteur Koen Vlaeminck. Voortaan gaan ze samen door het leven als Otheo. Alle inhoud wordt gebundeld op Otheo.be.

## Redactie
| Periode      | Hoofdredacteur     |
| ------------ | ------------------ |
| 1963 - 1987  | E.H. Felix Dalle   |
| 1987 - 2004  | Mark Van de Voorde |
| 2004 - 2009  | Toon Osaer         |
| 2009 - 2015  | Bert Claerhout     |
| 2015 - 2022  | Luk Vanmaercke     |
| 2022 - heden | Koen Vlaeminck     |